# Ranunculus myosuroides
Ranunculus myosuroides är en ranunkelväxtart som beskrevs av Pierre Edmond Boissier och Ky.. Ranunculus myosuroides ingår i släktet ranunkler, och familjen ranunkelväxter. Inga underarter finns listade i Catalogue of Life.